# Волков, Евгений Алексеевич
Евгений Алексеевич Волков (4 апреля 1926, Тула — 14 января 2019, Москва) — советский и российский математик, доктор физико-математических наук (1967), профессор (1974).

## Биография
Евгений Алексеевич Волков родился 4 апреля 1926 г. в Туле.
Отец Е. А. Волкова, Алексей Васильевич Волков (1889—1949) из крестьян Веневского уезда Тульской губернии, приехал в Тулу в начале XX века, работал снабженцем на Тульском оружейном заводе. По доносу был арестован 11 января 1938 г., два с половиной года находился под арестом в следственном изоляторе тульской тюрьмы. 10 июня 1940 г. Особым Совещанием при НКВД СССР с формулировкой «за контрреволюционную деятельность» по статье 58-10 ч. I УК РСФСР был сослан в Успенские медные рудники в Карагандинской области на пять лет. После отбывания срока остался жить в Казахской ССР. Реабилитирован посмертно, постановлением президиума Тульского областного суда от 2 июля 1956 г. с формулировкой «за отсутствием в его действиях состава преступления».
Мать Е. А. Волкова, Мария Ерофеевна Волкова (Новикова) (1894—1966) из семьи крестьян сельца Любовши Новосильского уезда Тульской губернии, родилась в Туле. В 1912 г. окончила с золотой медалью восемь классов женской частной гимназии О. А. Жесмин в Туле. После ареста мужа была вынуждена работать гардеробщицей на танцплощадке или сестрой-обследовательницей в тубдиспансере. Во время Великой Отечественной войны работала санитаркой в госпиталях.
В школьные годы увлекался авиамоделизмом, научился работать со сложными чертежами. В 1941 г. окончил 7-й класс, после начала войны эвакуирован с матерью в г. Петропавловск (Казахская ССР). Там поступил в механико-конструкторский техникум имени М. И. Калинина НКСП (Наркомата судостроительной промышленности) СССР. Летом 1943 г. был принят на военный завод № 347 им. В. М. Молотова НКСП СССР учеником-чертёжником, а через полтора месяца стал конструктором в отделе, обеспечивающем работу оборудования завода. В 18 лет справлялся с заданиями, которые обычно поручались инженерам. Учёбу продолжал в вечернем отделении техникума, который окончил в 1945 г. с отличием. Награждён медалью «За доблестный труд в Великой Отечественной войне 1941—1945 гг.»

В 1946 г. поступил на механико-математический факультет МГУ. Сочетание приобретаемых фундаментальных знаний с опытом конструктора определило его интерес к математическим приборам уже на первом курсе. На базе прибора, управляющего стрельбой зенитной артиллерии, он развил идею построения электромеханической машины для интегрирования систем обыкновенных дифференциальных уравнений достаточно общего вида. Наиболее интересной студенческой работой Е. А. Волкова явилось создание оригинального прибора, моделирующего метод сеток для уравнения Лапласа. Эта работа была отмечена второй премией на общеуниверситетском конкурсе научных студенческих работ в 1949 г. и опубликована в Вестнике МГУ в 1950 г.
На протяжении всей учёбы в МГУ Волков работал по совместительству в лабораториях факультета. Он сконструировал пневматическую пушку, с помощью которой гидромеханики проводили важные эксперименты.
В 1951 г. с отличием окончил МГУ по специальности вычислительная математика и поступил в аспирантуру Института точной механики и вычислительной техники (ИТМиВТ) АН СССР. В 1954 г. он защитил в Математическом институте им. В. А. Стеклова кандидатскую диссертацию, в которой предложил и обосновал алгоритм повышения точности метода сеток для уравнений Лапласа и Пуассона за счёт учёта гладкости погрешности. После публикации эта работа была дважды переведена в США.

## Научная и преподавательская деятельность
В середине 50-х годов основное внимание Волков уделял освоению вычислительной техники и был назначен одним из разработчиков важного государственного проекта по созданию первого экспериментального комплекса стратегической противоракетной обороны — системы «А». Под его руководством группа молодых математиков осуществила моделирование поставленной задачи на ЭВМ БЭСМ, определила параметры требуемого вычислительного комплекса и создала его программное обеспечение. Обосновал принцип пакетной обработки измерений дальности от трёх РТН (радиолокаторов точного наведения), используя специальный сумматор на входе ЭВМ М-40. Это дало возможность с допустимой погрешностью в расчётах пролонгировать траекторию цели и использовать всего одну ЭВМ М-40 для размещения общей боевой программы (ОБП). ОБП — «мозг» системы «А» — содержала правила принятия решений по действиям всех элементов системы, необходимых для поражения боевой ракеты в реально складывающейся обстановке, по выработке и выдаче соответствующих команд на управляемые объекты без участия человека. 4 марта 1961 г. антиракетой В-1000 системы «А» впервые в мире был осуществлён успешный перехват и поражение боеголовки баллистической ракеты средней дальности, что на 23 года опередило результаты Соединённых Штатов Америки в этой области. Вычислительная сеть системы «А» работала на частоте 1 МГц, включала несколько вычислительных машин разной мощности, в том числе на мобильной платформе, связанных между собой в беспроводную сеть, работавшую на расстояниях до 200 км (при том, что беспроводные сети в мире получили распространение лишь в 1980-е годы).
Волков в 1955 г. по личной инициативе разработал и с разрешения директора ИТМиВТ академика С. А. Лебедева заменил алгоритмы вычисления элементарных функций в цифровой вычислительной машине БЭСМ АН, сократив время их вычисления от 1.6 до девяти раз (от корня квадратного до арктангенса) без существенного увеличения объёма занимаемой ими памяти. Это дало повышение производительности БЭСМ на 15-25 %, а для отдельных задач и больше (при стоимости в то время одного часа работы БЭСМ порядка 2000 рублей).
В 1961 г. прошёл по конкурсу на должность старшего научного сотрудника в отдел теории функций Математического института им. В. А. Стеклова. К этому времени он возобновил исследования по методу сеток. Значительный интерес представляют его результаты для областей с угловыми точками. Следует отметить доказанную Е. А. Волковым теорему, устанавливающую необходимые и достаточные условия принадлежности решения задачи Дирихле для уравнения Лапласа заданному классу Ck, 1 ≤ k ≤ 4, на произвольном замкнутом многоугольнике. Эти условия содержат требование соответствующей гладкости граничных значений на сторонах, условия сопряжения производных граничных значений в вершинах углов и, вообще говоря, высказанное в начале 1961 г. С. М. Никольским в качестве гипотезы требование выполнения некоторых интегральных соотношений для граничных значений на всей границе многоугольника.
Существенный результат получен Волковым в случае области с гладкой границей. Он установил накладываемые на разностный оператор в приграничных узлах условия, при которых разностные решения уравнений Лапласа и Пуассона, будучи продолженными с квадратной сетки сплайном, при соответствующей гладкости решений дифференциальных задач сходятся на замкнутой области в пространстве Cn со скоростью h2.
В 70-е годы опубликовал цикл работ по приближённым методам решения обыкновенных дифференциальных уравнений. Он построил и обосновал двусторонний разностный метод решения на отрезке линейного дифференциального уравнения чётного порядка при задаваемых линейными функционалами на том же отрезке дополнительных условиях, которые включают случаи двухточечных и многоточечных «краевых» условий.
С 1978 г. Волков развивал созданный им качественно новый экспоненциально сходящийся численно-аналитический метод решения краевых задач для уравнения Лапласа на произвольном многоугольнике. Приближённое решение краевой задачи находится в виде гармонических функций, определённых на фиксированном числе пересекающихся подобластей (блоков). На базе блочного метода в элементарных функциях строятся приближённые конформные отображения многосвязных многоугольников на канонические области. На практике данный блочный метод быстро сходится и является сильно устойчивым к погрешностям округлений.
За цикл работ по блочному методу Волкову в 1988 г. присуждена премия Отделения математики АН СССР.
Его монография «Блочный метод решения уравнения Лапласа и построения конформных отображений» вышла в свет в 1994 г. на английском языке в США (CRC Press, Inc., Boca Raton, Florida).
В 1979 г. Волков предложил и теоретически обосновал метод составных прямоугольных, цилиндрических и сферических сеток приближённого решения краевых задач для уравнений Лапласа и Пуассона в трёхмерном случае.
С 1973 г. по 2011 г. являлся заместителем ответственного редактора Трудов МИАН.
В 1955—1959 гг. преподавал в МФТИ на кафедре вычислительной техники, а с 1971 г. по 1980 г. читал в МИФИ лекции по математическому анализу, дифференциальным уравнениям и численным методам. В 1974 г. Волкову присвоено звание профессора. Написанная им в 1981 г. книга «Численные методы» переиздавалась шесть раз (на русском, английском и испанском языках).
Волковым опубликовано 113 персональных статей по математике в ведущих научных журналах, 9 статей в соавторстве, две книги, имевшие переиздания и переводы на другие языки, 4 коллективные статьи к юбилеям крупных учёных и порядка 15 печатных работ по закрытым темам.
Скончался 14 января 2019 года в Москве. Похоронен на Востряковском кладбище.

## Избранные труды
- Е. А. Волков, «Механический прибор для решения уравнения Пуассона и некоторых других уравнений эллиптического типа», М.: Вестн. Моск. ун-та. Сер. физ.-матем. и естеств. наук, 1950, № 10, 13-17.
- Е. А. Волков, «Об одном способе повышения точности метода сеток», Докл. АН СССР, 96:4 (1954), 685—688.
- Е. А. Волков, Новые формулы для вычисления элементарных функций на БЭСМ, Ин-т точной механики и вычислит. техники АН СССР, М., 1957 , 15 с.
- Е. А. Волков, «О дифференциальных свойствах решений краевых задач для уравнения Лапласа на многоугольниках», Исследования по теории дифференцируемых функций многих переменных и её приложениям, Сборник работ, Тр. МИАН СССР, 77, Наука, М., 1965, 113—142
- Е. А. Волков, «Эффективные оценки погрешности решений методом сеток краевых задач для уравнений Лапласа и Пуассона на прямоугольнике и некоторых треугольниках», Разностные методы решения задач математической физики. Часть 1, Сборник работ, Тр. МИАН СССР, 74, Наука, М., 1966, 55-85
- Е. А. Волков, «Метод сеток для конечных и бесконечных многоугольников и оценка погрешности через известные величины», Автоматическое программирование, численные методы и функциональный анализ, Сборник работ, Тр. МИАН СССР, 96, 1968, 149—187
- Е. А. Волков, «О дифференциальных свойствах решений уравнений Лапласа и Пуассона на параллелепипеде и эффективных оценках погрешности метода сеток», Исследования по теории дифференцируемых функций многих переменных и её приложениям. III, Тр. МИАН СССР, 105, 1969, 46-65
- Е. А. Волков, «Разностные двусторонние методы решения линейных краевых задач для обыкновенных дифференциальных уравнений», Сборник статей. II, Посвящается академику Ивану Матвеевичу Виноградову к его восьмидесятилетию, Тр. МИАН СССР, 128, 1972, 113—130
- Е. А. Волков, «О методе регулярных составных сеток для уравнения Лапласа на многоугольниках», Исследования по теории дифференцируемых функций многих переменных и её приложениям. Часть 6, Сборник работ, Тр. МИАН СССР, 140, 1976, 68-102
- Е. А. Волков, «Экспоненциально сходящийся метод решения уравнения Лапласа на многоугольниках», Матем. сб., т.109(151), № 3(7), 1979, 323—354.
- Е. А. Волков, «О гладкости решений задачи Дирихле и методе составных сеток на многогранниках», Исследования по теории дифференцируемых функций многих переменных и её приложениям. Часть 7, Сборник работ, Тр. МИАН СССР, 150, 1979, 67-98.
- Е. А. Волков, «Высокоточные практические результаты конформных отображений блочным методом односвязных и двусвязных областей», Исследования по теории дифференцируемых функций многих переменных и её приложениям. Часть 12, Сборник работ, Тр. МИАН СССР, 181, Наука, М., 1988, 40-69
- Е. А. Волков, «Развитие блочного метода решения уравнения Лапласа для конечных и бесконечных круговых многоугольников», Исследования по теории дифференцируемых функций многих переменных и её приложениям. Часть 13, Сборник работ, Тр. МИАН СССР, 187, Наука, М., 1989, 39-68
- Е. А. Волков, «Приближённое конформное отображение блочным методом внешности решётки эллипсов на внешность решётки пластин», Дифференциальные уравнения и функциональные пространства, Сборник статей. Посвящается памяти академика Сергея Львовича Соболева, Тр. МИАН СССР, 192, Наука, М., 1990, 35-41
- Е. А. Волков, «Приближённое решение блочным методом уравнения Лапласа на многоугольниках при аналитических смешанных краевых условиях», Исследования по теории дифференцируемых функций многих переменных и её приложениям. Часть 15, Тр. МИАН, 201, Наука, М., 1992, 165—185
- E. A. Volkov, Block method for solving the Laplace equation and for constructing conformal mappings, CRC Press, Boca Raton, FL, 1994 , x+227 pp.
- Е. А. Волков, «Приближение методом сеток первых производных решения задачи Дирихле для уравнения Лапласа на многоугольнике», Функциональные пространства, теория приближений, нелинейный анализ, Сборник статей, Тр. МИАН, 255, Наука, М., 2006, 99-115
- Е. А. Волков, «О двухэтапном сеточном методе решения задачи Дирихле для уравнения Лапласа на прямоугольном параллелепипеде», Ж. вычисл. матем. и матем. физ., 49:3 (2009), 512—517
- Е. А. Волков, «О применении в методе сеток 14-точечного оператора усреднения», Ж. вычисл. матем. и матем. физ., 50:12 (2010), 2134—2143
- Е. А. Волков, «О решении методом сеток уравнения Лапласа в бесконечном прямоугольном цилиндре при периодических граничных условиях», Теория функций и дифференциальные уравнения, Сборник статей. К 105-летию со дня рождения академика Сергея Михайловича Никольского, Тр. МИАН, 269, МАИК, М., 2010, 63-70
- Е. А. Волков, «О локальном сеточном методе решения уравнения Лапласа в бесконечном прямоугольном цилиндре», Ж. вычисл. матем. и матем. физ., 52:1 (2012), 97-104

Список научных статей Е. А. Волкова на Math-net.ru

## Учебные пособия
- Е. А. Волков, Численные методы (Учеб. пособие), МИФИ, М.,1980, 83 с.
- Е. А. Волков, Численные методы (Учеб. пособие для инж.-техн. спец. вузов), Наука, М., 1982, 254 с.
- E. A. Volkov, Numerical methods, Mir Publisher, Moscow, 1986, 238 pp.
- Е. А. Волков, Численные методы (Учеб. пособие для инж.-техн. спец. вузов), 2-е изд., испр., Наука, М., 1987, 248 с.
- E. A. Volkov, Métodos numéricos (на исп.языке), URSS, Moscú, 1986, 255 pp.
- E. A. Volkov, Numerical methods, Hemisphere Publ. Corp., New York, 1989, 238 pp.
- Е. А. Волков, Численные методы (Учеб. пособие для инж.-техн. спец. вузов), 3-е изд., испр., Лань, Санкт-Петербург, Москва, Краснодар, 2004, 248 с.
- Е. А. Волков, Численные методы (Учеб. пособие для инж.-техн. спец. вузов), 5-е изд., испр., Лань, Санкт-Петербург, 2008, 248 с.